# Philadelphia Rage
Le Philadelphia Rage sono state una franchigia di pallacanestro della ABL, con sede a Filadelfia, in Pennsylvania, attive dal 1996 al 1998.
Nacquero a Richmond, in Virginia, nel 1996, come Richmond Rage. Nella prima stagione arrivarono alla finale, persa per 3-2 con le Columbus Quest. La stagione successiva si trasferirono a Filadelfia, assumendo il nome di Philadelphia Rage. Disputarono altre due stagioni nella ABL.

## Stagioni
| Stagione | Lega | Denominazione     | V  | P  | %    | Piazzamento | Play-off |
| -------- | ---- | ----------------- | -- | -- | ---- | ----------- | -------- |
| 1996-97  | ABL  | Richmond Rage     | 21 | 19 | 52,5 | 2º          | Finale   |
| 1997-98  | ABL  | Philadelphia Rage | 13 | 31 | 29,5 | 4º          | -        |
| 1998-99  | ABL  | Philadelphia Rage | 9  | 5  | 64,3 | 2º          | -        |